# Bucephala
Bucephala es un género de aves anseriformes de la familia Anatidae conocidas vulgarmente como porrones. Son propias del Hemisferio Norte. Poseen plumajes blancos y negros, y se alimentan de crustáceos, moluscos y peces.

## Taxonomía
Se reconocen tres especies vivas:
- Bucephala clangula - porrón osculado;
  - Bucephala clangula clangula
  - Bucephala clangula americana
- Bucephala islandica - porrón islándico;
- Bucephala albeola - porrón albeola.

Los taxones fósiles conocidos son:
- Bucephala cereti (Sajóvölgyi Mioceno medio de Mátraszõlõs, Hungría - Plioceno tardío de Chilhac, Francia)
- Bucephala ossivalis (Mioceno tardío, Plioceno temprano de Bone Valley, EE. UU.)
- Bucephala fossilis (Plioceno tardío de California, EE. UU.)
- Bucephala angustipes (Pleistoceno temprano de Centroeuropa)
- Bucephala sp. (Pleistoceno temprano de Dursunlu, Turquía: Louchart et al. 1998)